# Yume Penguin Monogatari
Yume Penguin Monogatari (夢ペンギン物語?  lit. "La historia del pingüino de ensueño") es un videojuego que mezcla plataformas y disparos publicado por Konami en 1991 para Famicom y en 2006 para i-Revo.

## Resumen
Este juego es particularmente notable por su muy peculiar argumento y jugabilidad. El jugador toma el rol de un pingüino llamado Penta al que deja su novia Penko por haberse vuelto demasiado obeso para su gusto. Penta es, probablemente, Pentarou, un protagonista en diversos juegos de Konami, incluyendo Antarctic Adventure, Penguin Adventure y la serie Parodius. El juego sigue la aventura de Penta para recuperar a su exnovia perdiendo peso por medio de la recogida de bebidas light y evitando enemigos. El nuevo novio de Penko, Ginji, tratará de bloquear el intento de Penta enviándole enemigos para alimentarlo a la fuerza y volverlo a poner obeso.